# 李朝鲜
李朝鲜（1954年—），陕西礼泉人，汉族，中华人民共和国政治人物、第十二届全国人民代表大会陕西地区代表。
毕业于西北大学汉语言文学专业。加入中国共产党。2013年，担任全国人大代表。